# Fernsehturm Riad
Der Fernsehturm Riad ist ein 170 Meter hoher Fernsehturm mit einer für den Publikumsverkehr geöffneten Aussichtsplattform in Riad, Saudi-Arabien. Der Fernsehturm Riad wurde zwischen 1978 und 1981 von der Dywidag (Dyckerhoff & Widmann AG) errichtet.